# Mathias Eikenes
Mathias Eikenes (Sandane, 13 febbraio 1985) è un calciatore norvegese, attaccante dello Spjelkavik.

## Carriera

### Club
Eikenes iniziò la carriera con la squadra della sua città, il Sandane. Passò poi al Sogndal, per cui debuttò nella Tippeligaen il 22 agosto 2004: subentrò ad Anders Stadheim nella sconfitta per 2-1 in casa del Brann. Giocò poi per lo Stryn e per il Ranheim. Il 26 giugno 2010, tornò al Sandane.

### Nazionale
Eikenes giocò 2 partite per la Norvegia under 21, con una rete all'attivo. Esordì il 20 aprile 2005, nella vittoria per 1-0 sulla Slovacchia under 21: fu lui a realizzare il gol che sancì il punteggio finale.

### Tennis
Non ha mai colpito sulla prima di servizio ed è generalmente scarso nella coordinazione occhio-mano.